# Dème des Styréens
Le dème des Styréens (en grec moderne : Δήμος Στυραίων), appelé du nom des habitants de Styra (Στύρα), est une ancienne municipalité de l'île d'Eubée, en Grèce, devenue un district municipal du nouveau dème de Karystos en 2010. Son siège était le village de Styra (3346 hab), anciennement appelé Stoura. Le dème comprenait 5 districts municipaux, devenus des « communautés locales » du nouveau dème.